# 中心河乡
中心河乡，是中华人民共和国黑龙江省七台河市茄子河区下辖的一个乡镇级行政单位。

## 行政区划
中心河乡下辖以下地区：
新立村、更生村、双利村、新兴村、团胜村、金乡村、中心河村、龙湖村和金沙林场生活区。